# Alessandro Cane

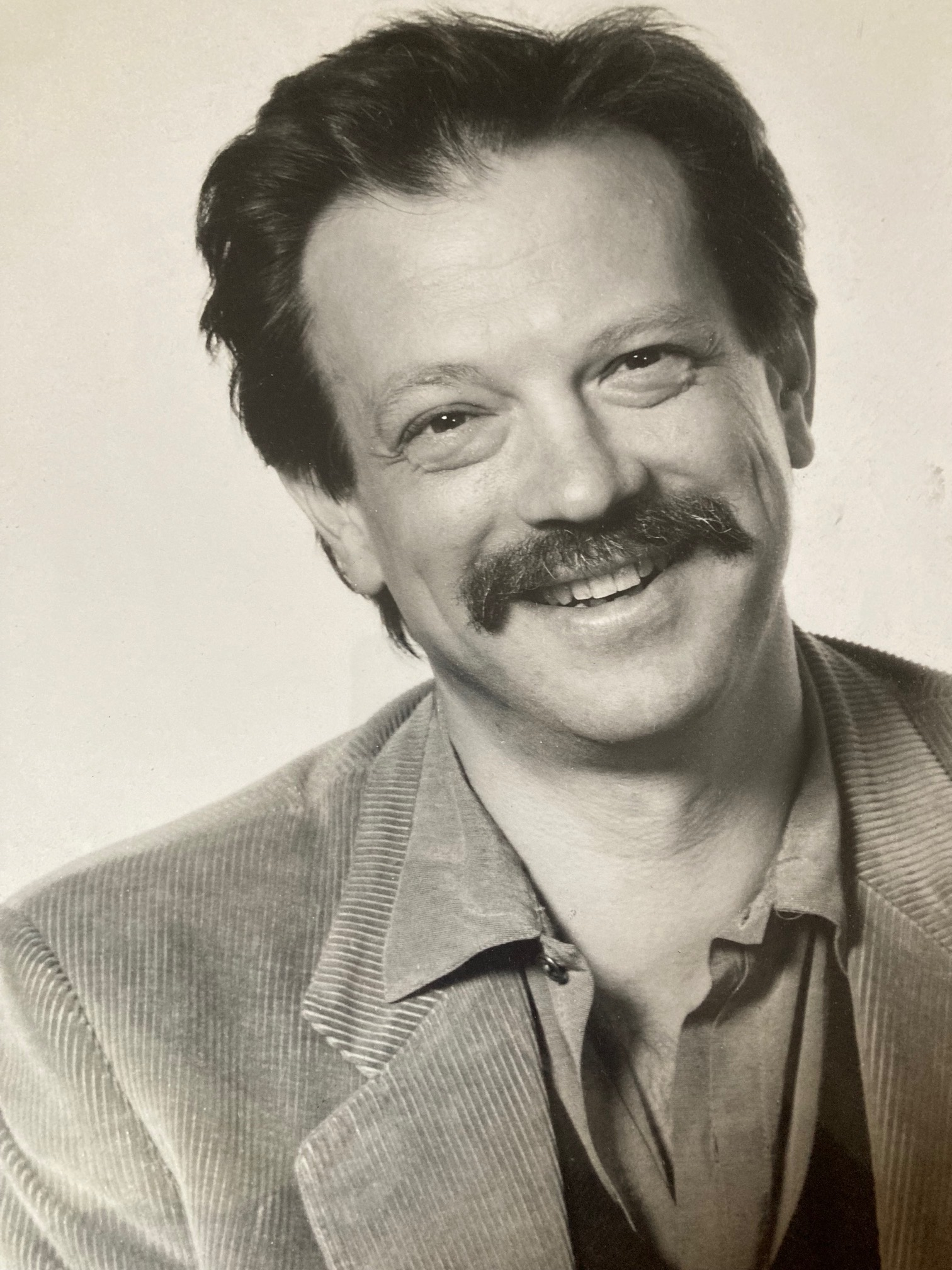
Alessandro Cane (1998)

Alessandro Cane (* 4. November 1945 in Riva del Garda; † 23. September 2010 in Rom) war ein italienischer Fernsehregisseur.

## Leben
Cane begeisterte sich früh für das Theater und gründete 1966 die experimentelle Theatergruppe Artaud. Zwei Jahre später spielte er für Bernardo Bertolucci und Liliana Cavani in zwei Kinofilmen und begann parallel mit seiner Arbeit als Regisseur für die Fernsehreihe Sperimentali per la TV, wo er bald als hoffnungsvolles Talent gesehen wurde. Bereits sein erster Film erhielt den Premio Merconi für die beste Regie. Bei diesem Medium blieb er auch in den folgenden Jahrzehnten und drehte etliche weitere nicht nur erfolgreiche, sondern auch bei Festivals prämierte Fernsehfilme. Um die Jahrtausendwende wandte er sich von seinen vorher immer engagierten Filmen ab und inszenierte auch für Fernsehserien.
Daneben drehte er etliche Dokumentationen und Industriefilme.

## Filmografie (Auswahl)
- 1968: La stretta
- 1968: Partner (als Darsteller)
- 1970: I cannibali (als Darsteller)
- 1991: Gefangen im Spinnennetz (La ragnatela)
- 2008: Carabinieri (Serie)